# The Girl of My Heart
The Girl of My Heart er en amerikansk stumfilm fra 1920 af Edward LeSaint.

## Medvirkende
- Shirley Mason som Joan
- Raymond McKee som Rodney White
- Martha Mattox som Prudence White
- Al Fremont som Philips
- Cecil Van Auker som Norman
- Calvin Weller som Mona
- Hooper Toler som  Chawa
- Alfred Weller som Pedro